# Machine 15
Machine 15 es el séptimo álbum de estudio del grupo de Punk Rock sueco Millencolin. El primer sencillo del disco fue "Detox", sacado poco antes que el álbum. El segundo sencillo fue "Broken World", sacado el 23 de julio del mismo año. Millencolin grabó partes del disco con la Orquesta de Cámara de Örebro (Suecia).
El título del álbum alude a que fue sacado en el 15.º aniversario del grupo (empezaron en octubre de 1992). De hecho, el tema "Brand New Game" contiene referencias a sus temas: "Fazil's Friend", "House of Blend", "Story of My Life", "Twenty Two", "Greener Grass", "Friends 'Til the End", "Softworld", "Lozin' Must", "Fingers Crossed", y "Stop to Think".
El disco debutó en el número #9 de la "Swedish Album Chart".

## Lista de canciones
1. "Machine 15" - 2:29
2. "Done is Done" - 3:50
3. "Detox" - 3:37
4. "Vicious Circle" - 4:11
5. "Broken World" - 3:08
6. "Come On" - 3:29
7. "Centerpiece" - 0:11
8. "Who's Laughing Now" - 3:07
9. "Brand New Game" - 3:28
10. "Ducks & Drakes" - 3:18
11. "Turnkey Paradise" - 3:15
12. "Route One" - 3:31
13. "Danger for Stranger" - 2:59
14. "Saved By Hell" - 3:38
15. "End Piece" - 1:32
16. "Mind the Mice" (bonus track exclusivo de iTunes) - 3:32

## Personal

### Millencolin
- Nikola Sarcevic - cantante, bajo
- Erik Ohlsson - guitarra, coros
- Mathias Färm - guitarra, coros
- Fredrik Larzon - batería

- Datos: Q939794